# Sainte-Marie-la-Blanche
Sainte-Marie-la-Blanche – miejscowość i gmina we Francji, w regionie Burgundia-Franche-Comté, w departamencie Côte-d’Or.
Według danych na rok 1990 gminę zamieszkiwały 693 osoby, a gęstość zaludnienia wynosiła 102 osoby/km² (wśród 2044 gmin Burgundii Sainte-Marie-la-Blanche plasuje się na 343. miejscu pod względem liczby ludności, natomiast pod względem powierzchni na miejscu 1125.).